# John W. Leedy
John Whitnah Leedy (8 de Março de 1849 – 24 de Março de 1935) foi o décimo quarto Governador do Kansas.

## Vida pessoal e família
Leedy nasceu perto de Bellville, Ohio, no Condado de Richland, filho de Samuel Keith e Margaret (Whitnah) Leedy, o quinto dos seis filhos. Seus pais eram membros da Igreja da Irmandade (popularmente chamados de "Tunkers" ou "Dunkers" nos Estados Unidos). Com a morte de seu pai, em 1853, foi trabalhar para os vizinhos como lavrador. Só pôde estudar na escola brevemente durante alguns invernos.
Em 1863, Leedy tentou ingressar no Exército da União, mas foi rejeitado por causa de sua idade e da intervenção de sua mãe. Mas em 1864, basicamente fugiu de casa, acompanhando a 163ª Infantaria de Ohio, na qual seu primo Jacob M. Leedy era capitão da Companhia D.
Após a Guerra Civil, Leedy mudou-se para Princeton, Indiana, onde trabalhou como balconista em uma loja por três anos. Com a saúde se deteriorando, Leedy mudou-se para Carlinville, Illinois e procurou trabalho como lavrador. Trabalhou para Squire Gore (mais tarde Auditor do Estado de Illinois) e, em cinco anos, sua saúde melhorou e economizou dinheiro suficiente para comprar sua própria fazenda. Casou-se com Sarah Jane Boyd (1851-1940) em 1874 e tiveram três filhos: Clara Romaine (1876-1972), Alice May (1880-1964) e John Boyd (1880-1968).
Leedy mudou-se para o Condado de Coffey, Kansas, perto de Le Roy, em 1880, onde comprou terras para uma fazenda. Seu interesse se voltou para a criação de cavalos e ficou conhecido como um criador de sucesso. No entanto, em 1890, suas finanças começaram a decair e, durante o Pânico de 1893, Leedy foi forçado a entregar sua fazenda e todas as benfeitorias - inclusive sua casa - para seus credores.

## Carreira política
Inicialmente filiado ao Partido Republicano, filiou-se ao Partido Democrata em 1872 antes de ingressar no Partido Populista em sua fundação. Em 1892, Leedy concorreu ao Senado do Estado do Kansas com candidaturas tanto para os Populistas quanto para os Democratas. Exerceu no Senado do Estado de 1892 até 1897.
Na convenção do Partido Populista de 1896, os delegados escolheram Leedy como seu candidato para governador ao invés do Congressista William A. Harris. Na época de sua candidatura, Leedy era muito pobre e ele e sua família estavam alugando uma casa pequena por 15 dólares por mês. Leedy derrotou o incumbente governador Republicano Edmund N. Morrill na eleição. Como Governador do Kansas, criou uma comissão estadual de livros didáticos e uma gráfica estadual, e organizou quatro regimentos estaduais para servir na Guerra Hispano-Americana. Leedy era conhecido como um crítico de ferrovias e corporações. Foi derrotado à reeleição para governador.
Em 1901, Leedy mudou-se para o Alasca, onde descobriu uma mina de ouro e, consequentemente, ficou muito rico e exerceu advocacia apesar de não ter nenhuma formação jurídica. Exerceu como prefeito de Valdez por dois anos.
Em 1908, Leedy mudou-se para Alberta e foi morar em uma fazenda perto de Whitecourt, em homenagem a seu genro. Leedy tornou-se um cidadão Britânico naturalizado.
Agitou a reforma do sistema bancário do Canadá, buscando a instituição do sistema de pequenas fazendas rurais que havia ajudado a estabelecer no Kansas durante seu governo. Candidatou-se para a Assembleia Legislativa de Alberta nas eleições gerais de 1917 em Alberta como candidato pelo Partido Non-Partisan League no distrito eleitoral de Gleichen e não conseguiu. Recebeu mais de 16% dos votos, mas ficou atrás do candidato Conservador Fred Davis e do incumbente derrotado John McArthur.
Leedy candidatou-se na Câmara dos Comuns do Canadá como candidato do Partido Non-Partisan League no distrito eleitoral de Victoria nas eleições federais de 1917. Foi derrotado na disputa de três candidatos, terminando em terceiro, atrás do candidato anti-conscricionista Laurier Liberal William Henry White (o deputado que foi reeleito) e do candidato Conservador/Sindicalista de Alberta James Holden.
Atuou na United Farmers of Alberta, antes e depois da decisão de se envolver em política direta em 1921 e foi eleito no governo. Ele e seu colega agricultor e reformador de bancos, George Bevington, pressionaram o governo da UFA a construir um banco de propriedade do governo, mas seus esforços foram negados pelo executivo conservador da UFA e se retirou da UFA. Aos 77 anos, candidatou-se como Independente em uma plataforma de reforma bancária em Edmonton nas eleições provinciais de 1926, mas não foi eleito.
Leedy morreu em Edmonton, Alberta, no dia 24 de Março de 1935, quase sem dinheiro ou outros patrimônios. A Assembleia Legislativa do Kansas doou 1.000 dólares para marcar sua sepultura e pagar suas despesas de funeral.
Está sepultado no Cemitério Municipal de Edmonton, em Edmonton, Alberta, Canadá.